# Baía de Buca
A baía de Buca é uma baía da ilha de Vanua Levu, em Fiji.